# Notre-Dame-du-Parc
Notre-Dame-du-Parc település Franciaországban, Seine-Maritime megyében. Lakosainak száma 185 fő (2022. január 1.). Notre-Dame-du-Parc Le Catelier, Les Cent-Acres, Cropus, Gonneville-sur-Scie, Heugleville-sur-Scie és Saint-Crespin községekkel határos.

## Népesség
A település népességének változása:
| Lakosok száma | 153  | 152  | 164  | 172  | 182  | 186  | 190  | 190  | 185  |
|               | 2013 | 2015 | 2016 | 2017 | 2018 | 2019 | 2020 | 2021 | 2022 |